# 柳邦傑
柳邦傑（15世紀—16世紀），字匡廬，江西九江府德化縣人，明朝政治人物。

## 生平
柳邦傑是正德十一年（1516年）丙子科江西鄉試舉人， 十四年（1519年）寧王朱宸濠作亂，德化失陷，他卻因雙親年老無法離去而抱著號泣，敵兵數度刺他背部，他也不忍捨棄雙親，對方被他的孝義感動而釋放他們，後獲授瓊州同知，為政平易，留心窮民，所興革皆切中利弊，黎族人作亂，他獨自前往勸諭，對方立刻解散，以功居最得奏報朝廷，入覲時患病因此致仕歸里，杜門不出，肆力於古文辭詩歌二十六年後去世。

## 引用
1. 1 2  同治《【江西】德化縣志·卷三十二·人物志》：柳邦傑，字匡廬，中正德丙子科鄉試，宸濠叛潯城不守，傑獨以二親老莫能行，扶抱號泣，賊執傑數刃背終不忍捨，賊感其孝卒得釋，謁選得同知瓊州府事，政尚平易，尤加意窮民，凡所興革皆切中利病，黎氏倡亂，率單騎往安輯，即望風解散，功居最以奏績，入都疾作遂致政歸里，杜門樂道，益肆力於古文辭詩歌二十六載，翛然而逝。